# Benedikt XIII., protupapa
Protupapa Benedikt XIII., (Illueca, Zaragoza, oko 1328.- Peñíscola, Valencia, 23. svibnja 1423.), rođen kao Pedro Martinez de Luna y Perez de Gotor, protupapa od 28. rujna 1394. do 26. srpnja 1417.
Pedro Martinez de Luna rodio se u Illueci kod Zaragoze, u tadašnjem Aragonskom kraljevstvu, oko 1328. (to je najčešće spominjani datum rođenja, iako u nekim izvorima godina rođenja varira od 1328. do 1343.) u jednoj od najpoznatijih feudalnih obitelji Aragonskog kraljevstva, od oca Juana Martineza ge Luna i majke Marie, rođene Perez de Gotor. Studirao je na Sveučilištu u Montpellieru gdje je stekao doktorat iz prava. Predavao je kanonsko pravo na istom sveučilištu. Bio je kanonik katedrale u Cuenci, arhiđakon katedrale u Zaragozi i upravitelj katedrale u Valenciji. Godine 1352. primio je red subđakonata, a 1375. papa Grgur XI. imenuje ga kardinalom. Nakon preseljenja pape Grgura XI. iz Avignona u Rim (završetak Avignonskog sužanjstva) 1377., Pedro de Luna i ostali kardinali pošli su za Papom u Rim. Međutim kada je Grgur XI. sljedeće godine iznenada umro, stanovnici Rima su se uplašili da će kardinali za papu birati Francuza, koji će ponovno preseliti u Avignon. Ali za papu je izabran nadbiskup Barija Bartolomeo Prignano, kao Urban VI. koji je bio izrazito netrepeljiv prema kardinalima. Neki od kardinala proglasili su Urbanov izbor nevažećim i povukli su se u mjesto Fondi, gdje su za protupapu izabrali kardinala Roberta de Genevea (1342. – 1394.), koji se nazvao Klement VII. On se s grupom kardinala preselio u Avignon, što je dovelo do velikog Raskola na Zapadu. Nakon smrti Klementa VII. 16. rujna 1394. u Avignonu se okupilo 11 francuskih, 9 talijanskih i 4 španjolska kardinala i za novog protupapu izabrali Pedra de Lunu. On se pod imenom Benedikt XIII. suprotstavljao legitimnom papi Bonifaciju IX. Iako je papi Bonifaciju obećavao dogovor o rješenju raskola, nakon svog izbora se predomislio. Takva situacija potrajat će sve do Koncila u Konstanzu 1415. kada je svrgnut protupapa Benedikt XIII., a protupapa Ivan XXIII. i papa Grgur XII. su odstupili. Benedikt XIII. je s manjom grupom pristaša otišao u Španjolsku, gdje je umro 29. studenog 1422. ili 23. svibnja 1423. (Nesrazmjer u datumu njegove smrti pripisuje se pseudokardinalima koji su neko vrijeme skrivali njegovu smrt.)